# 한국컴퓨터
한국컴퓨터(KCI, Korea Computer Inc.)는 대한민국의 전자 제품 전문 기업이다. 본사는 1 충청남도 천안시 서북구 직산읍 4산단3로 88(모시리 290번지)에 위치해 있으며 대표이사는 강창귀이다.

## 상장
2006년 12월 13일에 공모가 23,500원에 코스닥 시장에 상장하였다.

## 같이 보기
- 케이씨에스

## 참고문헌
1. ↑  한국컴퓨터, 2차 성장 사이클 본격 진입 '주가 리레이팅', 아시아경제, 2023.10.18